# Pawel Karpowitsch Bessalko

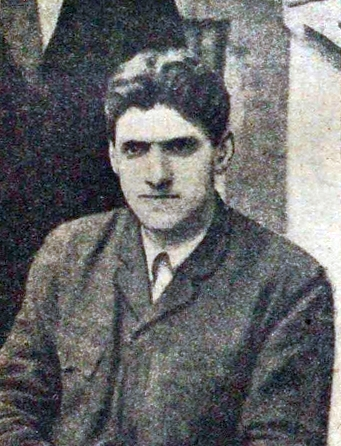
Pawel Karpowitsch Bessalko (vor 1920)

Pawel Karpowitsch Bessalko (russisch Павел Карпович Бессалько; geb. 1887 in Jekaterinoslaw; gest. 1920 in Charkow) war ein russischer Schriftsteller und Revolutionär.
1904 schloss er sich der revolutionären Bewegung an. Von 1907 bis 1909 war Bessalko im Gefängnis von Jekaterinoslaw inhaftiert. Aus der Verbannung in Sibirien floh er nach Wien und dann nach Frankreich. 1911 nahm er eine Arbeit in Paris auf. Er freundete sich dort mit den russischen Autoren Lunatscharski, Gerassimow und Gastew an und veröffentlichte eine Geschichte über sein sibirisches Exil. Nach der Februarrevolution 1917 kehrte er nach Russland zurück und wurde Bolschewik. In Petrograd gehörte er zu den Führern des Proletkult. Er nahm am Bürgerkrieg teil. Im Herbst 1920 starb er in Charkow an Typhus.